# Ultra-Trail World Tour 2016
Navigation
2015 2017
L'Ultra-Trail World Tour 2016 est la troisième édition de l'Ultra-Trail World Tour, compétition internationale d'ultra-trail fondée en 2013 et qui regroupe désormais douze courses en un circuit mondial. Il se déroule du 23 janvier au 20 octobre 2016, la première épreuve étant Hong Kong 100, disputé à Hong Kong, et la dernière, le Grand Raid, disputé à La Réunion.

## Programme
| Nom de la course             | Pays                   | Dates             | Gagnant            | Gagnante          |
| ---------------------------- | ---------------------- | ----------------- | ------------------ | ----------------- |
| Hong Kong 100                | Hong Kong              | 23 janvier 2016   | François D'Haene   | Dong Li           |
| Tarawera Ultramarathon       | Nouvelle-Zélande       | 6 février 2016    | Jonas Buud         | Fiona Hayvice     |
| Transgrancanaria             | Espagne                | 4 mars 2016       | Didrik Hermansen   | Caroline Chaverot |
| Marathon des Sables          | Maroc                  | 10 avril 2016     | Rachid El Morabity | Natalia Sedykh    |
| Madeira Island Ultra Trail   | Portugal               | 23 avril 2016     | Zach Miller        | Caroline Chaverot |
| Ultra-Trail Australia        | Australie              | 14 mai 2016       | Pau Capell         | Beth Cardelli     |
| Lavaredo Ultra Trail         | Italie                 | 24 juin 2016      | Andy Symonds       | Andrea Huser      |
| Western States Endurance Run | États-Unis             | 25 juin 2016      | Andrew Miller      | Kaci Lickteig     |
| Eiger Ultra Trail            | Suisse                 | 16 juillet 2016   | Diego Pazos        | Andrea Huser      |
| Ultra-Trail du Mont-Blanc    | France, Italie, Suisse | 26 août 2016      | Ludovic Pommeret   | Caroline Chaverot |
| Ultra-Trail Mt.Fuji          | Japon                  | 23 septembre 2016 | Non compté         | Non compté        |
| Grand Raid                   | France                 | 20 octobre 2016   | François D'Haene   | Andrea Huser      |

Le Madeira Island Ultra Trail intègre pour la première fois le calendrier officiel de l'Ultra Trail World Tour en 2016.
L'Ultra-Trail Mt.Fuji est arrêté après 44 km de course à cause de fortes pluies. L'américain Dylan Bowman et la brésilienne Fernanda Maciel, alors leaders respectifs du classement masculin et féminin, sont déclarés vainqueurs. Dans ces conditions, l'organisation de l'ultra trail world tour décide de ne pas compter ces résultats pour le classement final 2016,.

## Résultats

### Hong Kong 100
| Hommes | Hommes            | Hommes          | Hommes |  | Femmes | Femmes                   | Femmes           | Femmes |
| Rang   | Athlète           | Temps           | Points |  | Rang   | Athlète                  | Temps            | Points |
| ------ | ----------------- | --------------- | ------ |  | ------ | ------------------------ | ---------------- | ------ |
| 1      | François D'Haene  | 9 h 32 min 26 s | 185    |  | 1      | Dong Li                  | 12 h 05 min 32 s | 170    |
| 2      | Long-Fei Yan      | 9 h 37 min 17 s | 174    |  | 2      | Lisa Borzani             | 12 h 30 min 41 s | 157    |
| 3      | Gediminas Grinius | 9 h 53 min 51 s | 163    |  | 3      | Silvia Trigueros Garrote | 12 h 34 min 23 s | 148    |

### Tarawera Ultramarathon
| Hommes | Hommes      | Hommes          | Hommes |  | Femmes | Femmes            | Femmes           | Femmes |
| Rang   | Athlète     | Temps           | Points |  | Rang   | Athlète           | Temps            | Points |
| ------ | ----------- | --------------- | ------ |  | ------ | ----------------- | ---------------- | ------ |
| 1      | Jonas Buud  | 8 h 00 min 53 s | 170    |  | 1      | Fiona Hayvice     | 10 h 34 min 26 s | 170    |
| 2      | David Byrne | 8 h 22 min 39 s | 156    |  | 2      | Melissa Robertson | 10 h 56 min 20 s | 157    |
| 3      | Ryan Sandes | 8 h 30 min 40 s | 146    |  | 3      | Fiona Eagles      | 11 h 24 min 57 s | 145    |

### Transgrancanaria
| Hommes | Hommes                 | Hommes           | Hommes |  | Femmes | Femmes               | Femmes           | Femmes |
| Rang   | Athlète                | Temps            | Points |  | Rang   | Athlète              | Temps            | Points |
| ------ | ---------------------- | ---------------- | ------ |  | ------ | -------------------- | ---------------- | ------ |
| 1      | Didrik Hermansen       | 13 h 41 min 48 s | 250    |  | 1      | Caroline Chaverot    | 15 h 23 min 40 s | 235    |
| 2      | Gediminas Grinius      | 13 h 45 min 08 s | 239    |  | 2      | Andrea Huser         | 17 h 21 min 43 s | 208    |
| 3      | Pau Capell Diego Pazos | 14 h 11 min 02 s | 227    |  | 3      | Uxue Fraile Azpeitia | 17 h 28 min 05 s | 199    |

### Marathon des Sables
| Hommes | Hommes                | Hommes           | Hommes |  | Femmes | Femmes            | Femmes           | Femmes |
| Rang   | Athlète               | Temps            | Points |  | Rang   | Athlète           | Temps            | Points |
| ------ | --------------------- | ---------------- | ------ |  | ------ | ----------------- | ---------------- | ------ |
| 1      | Rachid El Morabity    | 21 h 01 min 21 s | 220    |  | 1      | Natalia Sedykh    | 24 h 45 min 26 s | 220    |
| 2      | Abdelkader El Mouaziz | 21 h 05 min 38 s | 209    |  | 2      | Nathalie Mauclair | 25 h 30 min 55 s | 206    |
| 3      | Aziz El Akad          | 22 h 07 min 30 s | 195    |  | 3      | Fernanda Maciel   | 29 h 58 min 43 s | 176    |

### Madeira Island Ultra Trail
| Hommes | Hommes                | Hommes           | Hommes |  | Femmes | Femmes            | Femmes           | Femmes |
| Rang   | Athlète               | Temps            | Points |  | Rang   | Athlète           | Temps            | Points |
| ------ | --------------------- | ---------------- | ------ |  | ------ | ----------------- | ---------------- | ------ |
| 1      | Zach Miller           | 13 h 53 min 37 s | 185    |  | 1      | Caroline Chaverot | 15 h 02 min 13 s | 170    |
| 2      | Tofol Castañer Bernat | 14 h 14 min 03 s | 173    |  | 2      | Andrea Huser      | 16 h 24 min 04 s | 152    |
| 3      | Sébastien Camus       | 14 h 20 min 03 s | 164    |  | 3      | Émilie Lecomte    | 17 h 57 min 35 s | 136    |

### Ultra-Trail Australia
| Hommes | Hommes       | Hommes          | Hommes |  | Femmes | Femmes          | Femmes           | Femmes |
| Rang   | Athlète      | Temps           | Points |  | Rang   | Athlète         | Temps            | Points |
| ------ | ------------ | --------------- | ------ |  | ------ | --------------- | ---------------- | ------ |
| 1      | Pau Capell   | 9 h 20 min 14 s | 220    |  | 1      | Beth Cardelli   | 11 h 16 min 14 s | 220    |
| 2      | Ben Duffus   | 9 h 39 min 25 s | 205    |  | 2      | Fiona Hayvice   | 11 h 33 min 13 s | 206    |
| 3      | Yun Yan-Qiao | 9 h 42 min 09 s | 196    |  | 3      | Kellie Emmerson | 11 h 53 min 30 s | 194    |

### Lavaredo Ultra Trail
| Hommes | Hommes                | Hommes           | Hommes |  | Femmes | Femmes          | Femmes           | Femmes |
| Rang   | Athlète               | Temps            | Points |  | Rang   | Athlète         | Temps            | Points |
| ------ | --------------------- | ---------------- | ------ |  | ------ | --------------- | ---------------- | ------ |
| 1      | Andy Symonds          | 12 h 15 min 04 s | 200    |  | 1      | Andrea Huser    | 14 h 32 min 39 s | 185    |
| 2      | Gediminas Grinius     | 12 h 23 min 06 s | 189    |  | 2      | Uxue Fraile     | 15 h 13 min 09 s | 171    |
| 3      | Javier Dominguez-Ledo | 12 h 36 min 45 s | 179    |  | 3      | Fernanda Maciel | 15 h 20 min 57 s | 162    |

### Western States Endurance Run
| Hommes | Hommes           | Hommes           | Hommes |  | Femmes | Femmes        | Femmes           | Femmes |
| Rang   | Athlète          | Temps            | Points |  | Rang   | Athlète       | Temps            | Points |
| ------ | ---------------- | ---------------- | ------ |  | ------ | ------------- | ---------------- | ------ |
| 1      | Andrew Miller    | 15 h 39 min 36 s | 200    |  | 1      | Kaci Lickteig | 17 h 57 min 59 s | 200    |
| 2      | Didrik Hermansen | 16 h 16 min 08 s | 186    |  | 2      | Amy Sproston  | 18 h 54 min 44 s | 185    |
| 3      | Jeff Browning    | 16 h 30 min 40 s | 177    |  | 3      | Devon Yanko   | 19 h 10 min 08 s | 176    |

### Eiger Ultra Trail
| Hommes | Hommes             | Hommes           | Hommes |  | Femmes | Femmes            | Femmes           | Femmes |
| Rang   | Athlète            | Temps            | Points |  | Rang   | Athlète           | Temps            | Points |
| ------ | ------------------ | ---------------- | ------ |  | ------ | ----------------- | ---------------- | ------ |
| 1      | Diego Pazos        | 11 h 39 min 11 s | 170    |  | 1      | Andrea Huser      | 13 h 09 min 38 s | 170    |
| 2      | Matthias Dippacher | 12 h 04 min 34 s | 156    |  | 2      | Kathrin Götz      | 13 h 39 min 23 s | 156    |
| 3      | Jordi Gamito       | 12 h 08 min 01 s | 148    |  | 3      | Juliette Blanchet | 13 h 43 min 33 s | 148    |

### Ultra-Trail du Mont-Blanc
| Hommes | Hommes            | Hommes           | Hommes |  | Femmes | Femmes               | Femmes           | Femmes |
| Rang   | Athlète           | Temps            | Points |  | Rang   | Athlète              | Temps            | Points |
| ------ | ----------------- | ---------------- | ------ |  | ------ | -------------------- | ---------------- | ------ |
| 1      | Ludovic Pommeret  | 22 h 00 min 02 s | 250    |  | 1      | Caroline Chaverot    | 25 h 15 min 40 s | 250    |
| 2      | Gediminas Grinius | 22 h 26 min 05 s | 237    |  | 2      | Andrea Huser         | 25 h 22 min 56 s | 239    |
| 3      | Tim Tollefson     | 22 h 30 min 28 s | 229    |  | 3      | Uxue Fraile Azpeitia | 27 h 10 min 22 s | 221    |

### Grand Raid
| Hommes | Hommes                | Hommes           | Hommes |  | Femmes | Femmes            | Femmes           | Femmes |
| Rang   | Athlète               | Temps            | Points |  | Rang   | Athlète           | Temps            | Points |
| ------ | --------------------- | ---------------- | ------ |  | ------ | ----------------- | ---------------- | ------ |
| 1      | François D'Haene      | 23 h 44 min 57 s | 250    |  | 1      | Andrea Huser      | 27 h 44 min 13 s | 220    |
| 2      | Antoine Guillon       | 24 h 15 min 22 s | 237    |  | 2      | Juliette Blanchet | 29 h 26 min 07 s | 201    |
| 3      | Javier Dominguez-Ledo | 24 h 36 min 24 s | 227    |  | 3      | Emma Roca         | 30 h 10 min 53 s | 190    |

## Classements finaux

### Hommes
| Rang | Athlète               | Pays           | Team/Club                    | Points |
| ---- | --------------------- | -------------- | ---------------------------- | ------ |
| 1    | Gediminas Grinius     | Lituanie       | Vibram                       | 665    |
| 2    | Javier Dominguez-Ledo | Espagne        | Vibram                       | 620    |
| 3    | Pau Capell            | Espagne        | Compressport International   | 605    |
| 4    | Ryan Sandes           | Afrique du Sud | Salomon / RedBull / Velocity | 549    |
| 5    | Antoine Guillon       | France         | Globetrailers                | 548    |
| 6    | Jonas Buud            | Suède          | Asics                        | 529    |
| 7    | Marco Zanchi          | Italie         | Vibram                       | 515    |
| 8    | Jordi Gamito          | Espagne        | WAA Team                     | 490    |
| 9    | Armando Teixeira      | Portugal       | Salomon Portugal             | 470    |
| 10   | Victor Bernad-Blasco  | Espagne        | Aml Sport Hg - Meridiano 0   | 452    |

### Femmes
| Rang | Athlète              | Pays             | Team/Club                    | Points |
| ---- | -------------------- | ---------------- | ---------------------------- | ------ |
| 1    | Caroline Chaverot    | France           | Hoka One One                 | 655    |
| 2    | Andrea Huser         | Suisse           | Mammut                       | 644    |
| 3    | Uxue Fraile Azpeitia | Espagne          | Vibram                       | 591    |
| 4    | Juliette Blanchet    | France           |                              | 561    |
| 5    | Fiona Hayvice        | Nouvelle-Zélande | Icebug, CEP, Montane         | 480    |
| 6    | Ildikó Wermescher    | Hongrie          | Mammut Pro Team & Woly Sport | 468    |
| 7    | Sophie Grant         | Royaume-Uni      |                              | 461    |
| 8    | Marie McNaughton     | Nouvelle-Zélande | Gone Running HK              | 434    |
| 9    | Mélanie Rousset      | France           | WAA Team                     | 404    |
| 10   | Alexandra Clain      | France           |                              | 402    |